# Stoltzenberg (Adelsgeschlecht)

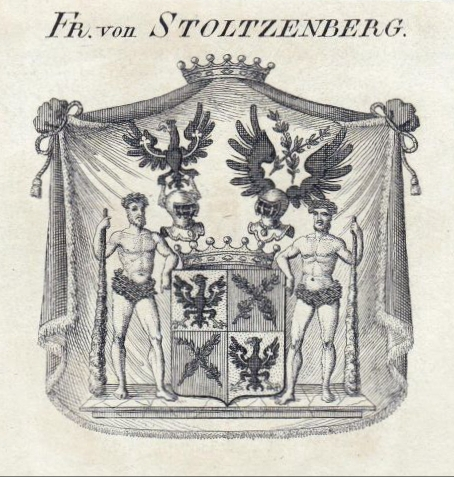
Freiherrliches Wappen Stoltzenberg im Wappenbuch der Preussischen Monarchie, 1832

Stoltzenberg ist der Name einer auf Marie Magdalene Charlotte Baronin von Stoltzenberg, geborene Cramer beziehungsweise Kramann, verwitwete Carl, in dritter Ehe Freifrau Lauer von Münchhofen, der ehemaligen Mätresse und zweiten Ehefrau des Markgrafen Friedrich Heinrich von Brandenburg-Schwedt, zurückgehenden Familie. Marie Magdalene Charlotte wurde am 5. September 1786 durch den preußischen König und Kurfürsten Friedrich Wilhelm II. mit dem Prädikat von Stoltzenberg nobilitiert und baronisiert. Die Nobilitierung betraf auch ihre bereits geborenen, vom Markgrafen Friedrich Heinrich von Brandenburg-Schwedt stammenden Söhne Friedrich Carl Baron von Stoltzenberg (1782–1845) und Heinrich Carl Baron von Stoltzenberg (1785–1786; post mortem, da etwa einen Monat zuvor verstorben).

## Familienmitglieder
- Marie Magdalene Charlotte Baronin von Stoltzenberg (1763–1838), Stammmutter der Familie
- Wilhelm von Stoltzenberg (1895–1955), deutscher Politiker (DDP/LDP) und Jurist